# Telematch
Telematch war der Name einer deutschen TV-Sendung, welche in den 1970er Jahren bis 1979 ausgestrahlt worden ist. Die ersten Sendungen bestand noch aus einem Spiel zwischen Mannschaften aus zwei deutschen Städten, später wurde das Format geändert auf fünf Mannschaften aus fünf Städten.
Telematch wurde von TransTel (Köln) produziert. Es gab Synchronfassungen in Englisch, Hindi, Arabisch, Französisch und Spanisch.
Die Sendung wurde in den Ländern Argentinien, China, Kolumbien, Ecuador, El Salvador, Venezuela, Bolivien, Paraguay, Peru, Kuba, Costa Rica, Nigeria, Ägypten, Naher Osten, Indien, Sri Lanka, Türkei und Uruguay ausgestrahlt sowie unter anderem in verschiedenen südostasiatischen Staaten und der Karibik. Insgesamt wurden 43 Episoden produziert, bevor die Produktion eingestellt worden ist.
In Spanien wurde zwischen 1995 und 2007 bei TVE sowie zwischen 2007 und 2009 bei FORTA die Show El Gran Prix del Verano mit dem gleichen Format wie Telematch ausgestrahlt.